# NGC 6759
NGC 6759 este o galaxie spirală situată în constelația Dragonul. A fost descoperită în iulie 1865 de către Lewis A. Swift.